# Île-Verte (Grenoble)
Pour les articles homonymes, voir Île Verte.
L’Île-Verte est un quartier de Grenoble, situé dans un méandre de l'Isère.

## Géographie et organisation
Le quartier de l'Île-Verte est situé au Nord-Est de Grenoble, ainsi que du quartier Notre-Dame (correspondant au centre ancien) à l'Ouest, le quartier Saint-Laurent au Nord et le quartier Exposition-Bajatière au Sud. Ce quartier est essentiellement traversé par l'avenue Maréchal-Randon, selon un axe nord-est - sud-ouest qui le relie au centre-ville et le boulevard Maréchal Leclerc qui le relie au quartiers est et à l'hôtel de ville de Grenoble.

## Histoire
Relativement indépendant du centre-ville jusqu'à la fin du XIXe siècle, il devient en 1899 un lieu de passage incontournable en direction de la vallée du Grésivaudan, grâce à la construction du pont de l'Île-Verte reliant Grenoble à La Tronche. Ce nouveau pont va permettre le transfert des hôpitaux civils et militaires du centre de Grenoble vers sa commune voisine. Les dernières murailles des fortifications qui le séparaient du centre-ville sont détruites en 1959, permettant de créer le boulevard Maréchal Leclerc. Ce quartier est un des plus peuplés de la ville, du fait de ses grands immeubles (les trois tours, mais aussi l'immeuble en « S »). Il comprend donc, majoritairement des habitations, ainsi que l'Hôtel de Police de Grenoble.

## Bâtiments et sites principaux

### L'hôtel de Police
Cet imposant bâtiment situé face au parc et aux tours de l'Île verte a été construit à l'occasion des jeux olympiques d'hiver de 1968, en même temps que la nouvelle gare, l'Hôtel de ville et l'hôpital sud.

### Les trois tours

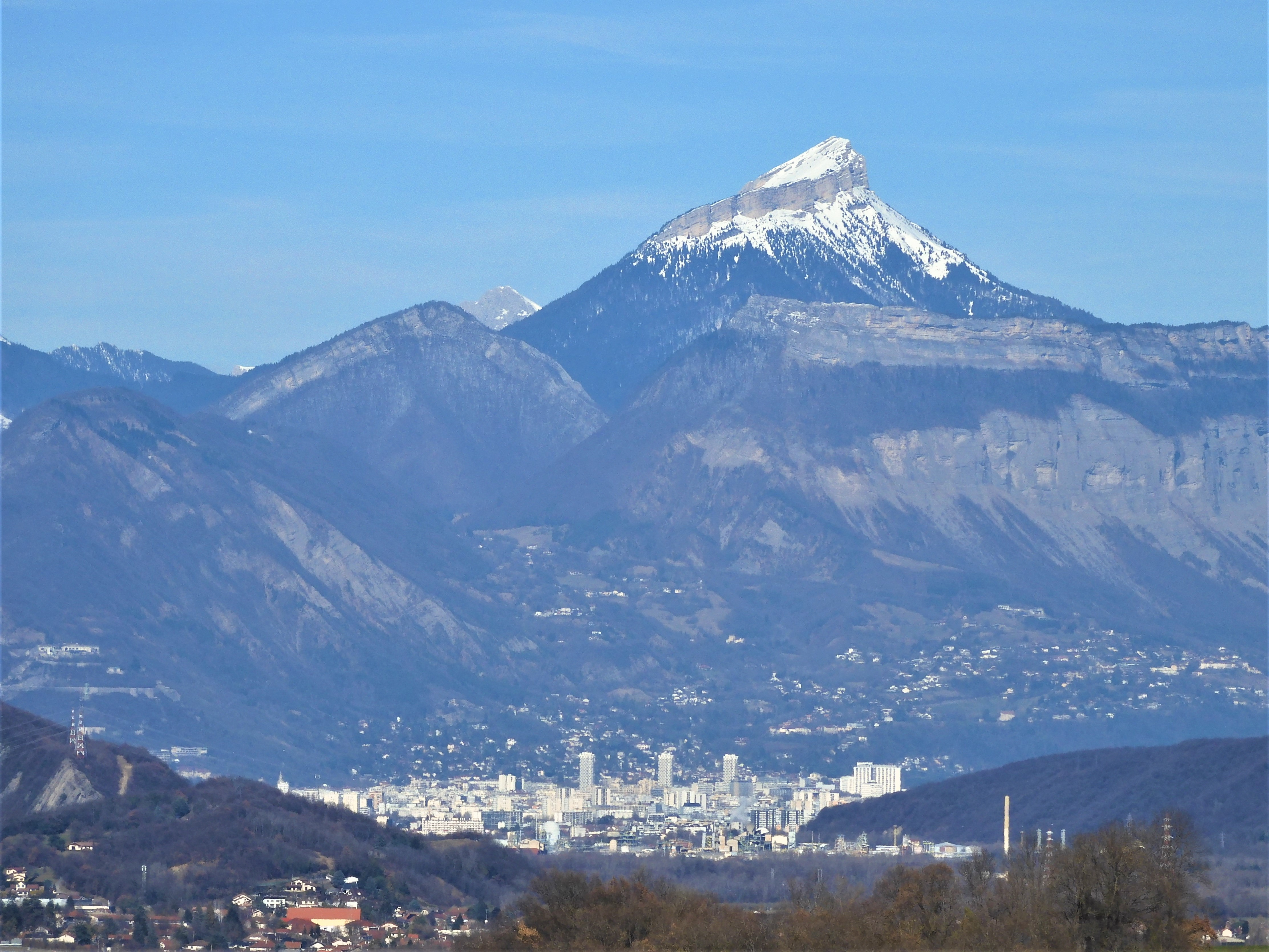
Quartier, tours de l'Ile Verte et Chamechaude depuis la route de Monestier-de-Clermont

La résidence de l'Île Verte, communément appelée « les trois tours de Grenoble », constructions emblématiques de la ville, a été érigée, boulevard Maréchal-Leclerc, au milieu d'un parc entre 1963 et 1967, d'après les plans de Roger Anger et Pierre Puccinelli pour Cogifrance[réf. nécessaire].
Hautes de 98 mètres (sans l'antenne), les trois tours étaient, lors de leur inauguration, les plus hautes tours habitées d'Europe, avec en tout 504 appartements répartis sur 28 étages habités. Chaque tour est composée de 28 niveaux.
Elles portent les noms (du nord au sud) de Vercors, Mont Blanc et Belledonne. La décoration de mosaïques monumentales est réalisée par le bureau de design L'Œuf centre d'études.

### Cimetière Saint-Roch
Installé dans le quartier de l'Île verte, le cimetière Saint-Roch est le premier cimetière municipal de la ville et destiné à tous les habitants. Il a été inauguré en 1810 sur une superficie de 2,85 hectares et tire son nom d'une ancienne chapelle Saint-Roch alors toute proche. Agrandi à plusieurs reprises depuis sa création, sa superficie actuelle de 13 hectares représente un tiers de la superficie du quartier. Les grenoblois issus des autres quartiers pouvaient y accéder après avoir franchi la porte des Adieux, démolie en 1924.
Toujours en activité, son attrait culturel et patrimonial est permanent car de nombreux monuments funéraires ont une réelle valeur artistique, avec des œuvres des sculpteurs grenoblois Victor Sappey et Henri Ding.
Avec l'évolution démographique, il a été complété en 1941 par celui des Sablons à La Tronche, sur l'autre rive de l'Isère et par le cimetière intercommunal de Poisat en 1995.

## Galerie-photo du quartier

Quelques photos du quartier de l'Île-Verte
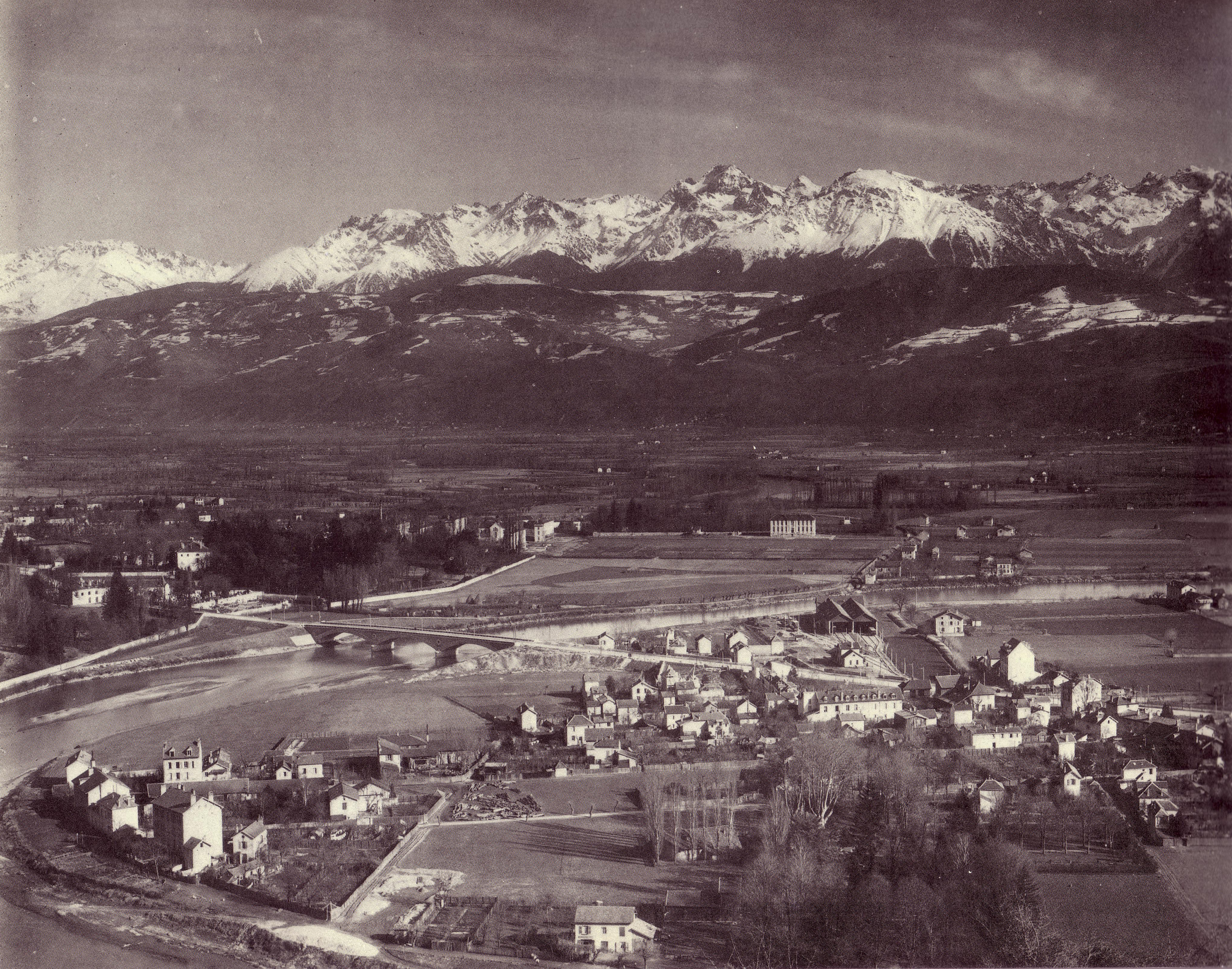
L'Île-Verte en 1900
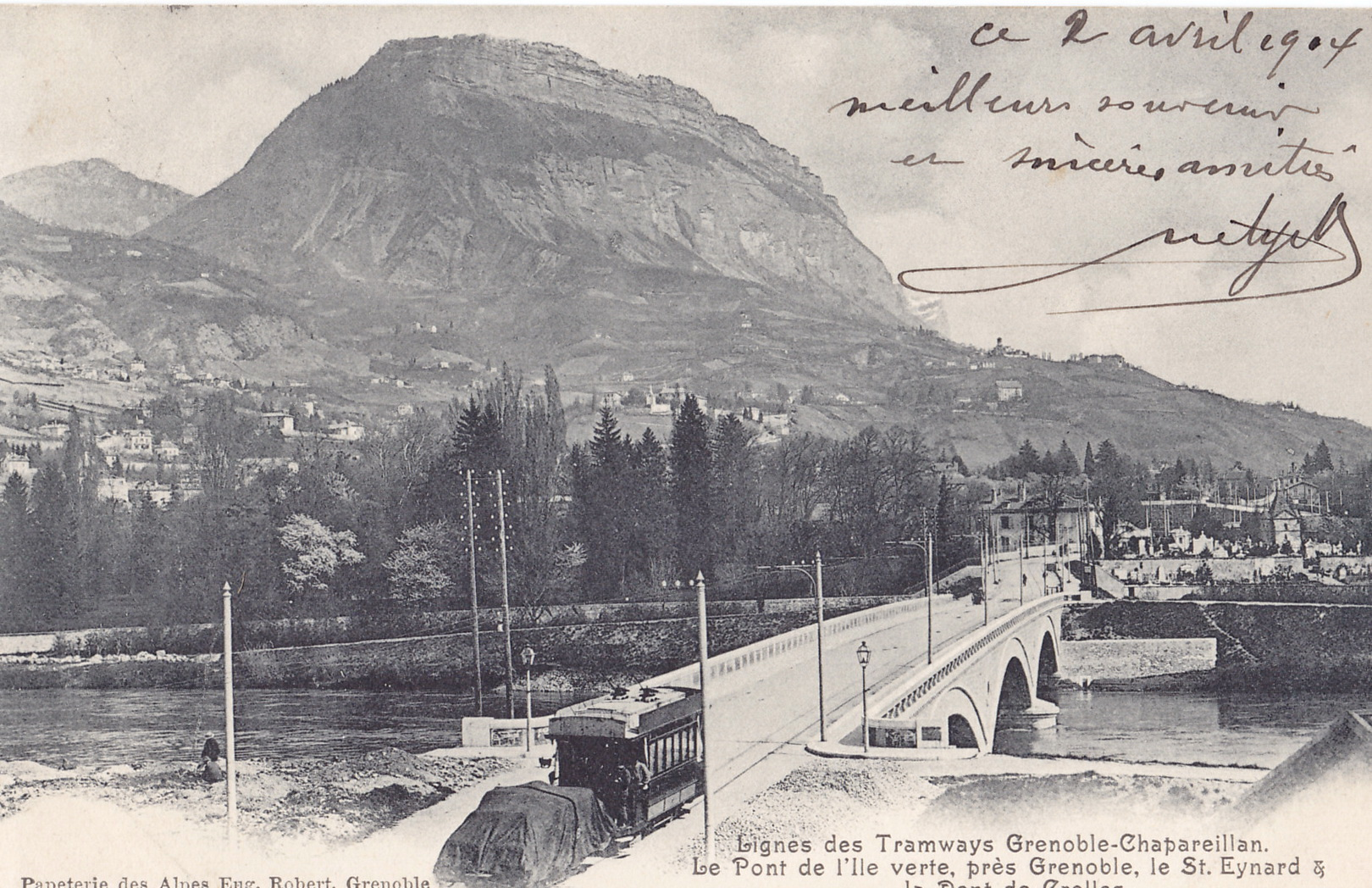
Tramway Grenoble - Chapareillan, qui circula de 1899 à 1947 sur le pont de l'Île-Verte
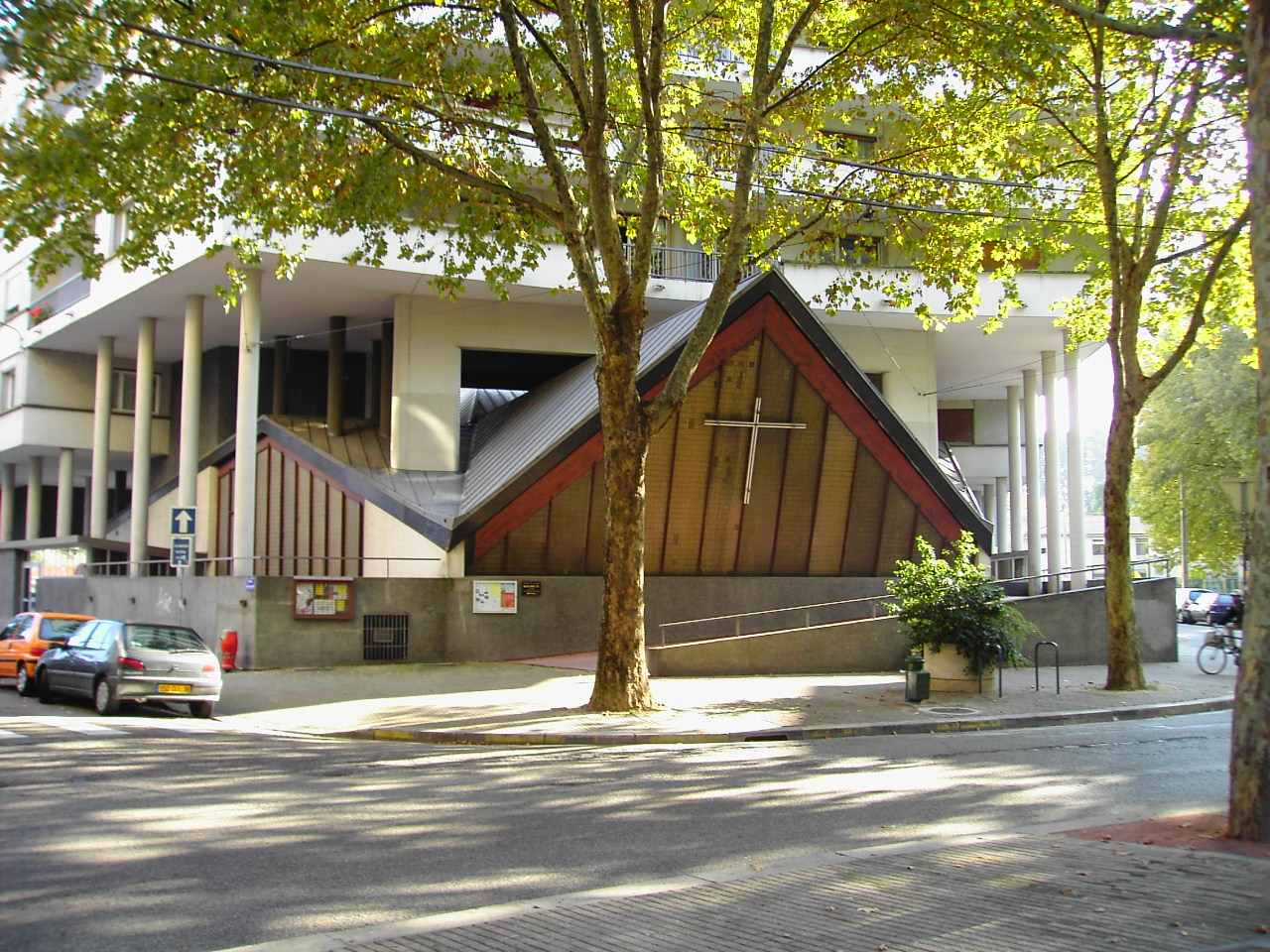
Église Saint-Luc, place Dr Girard
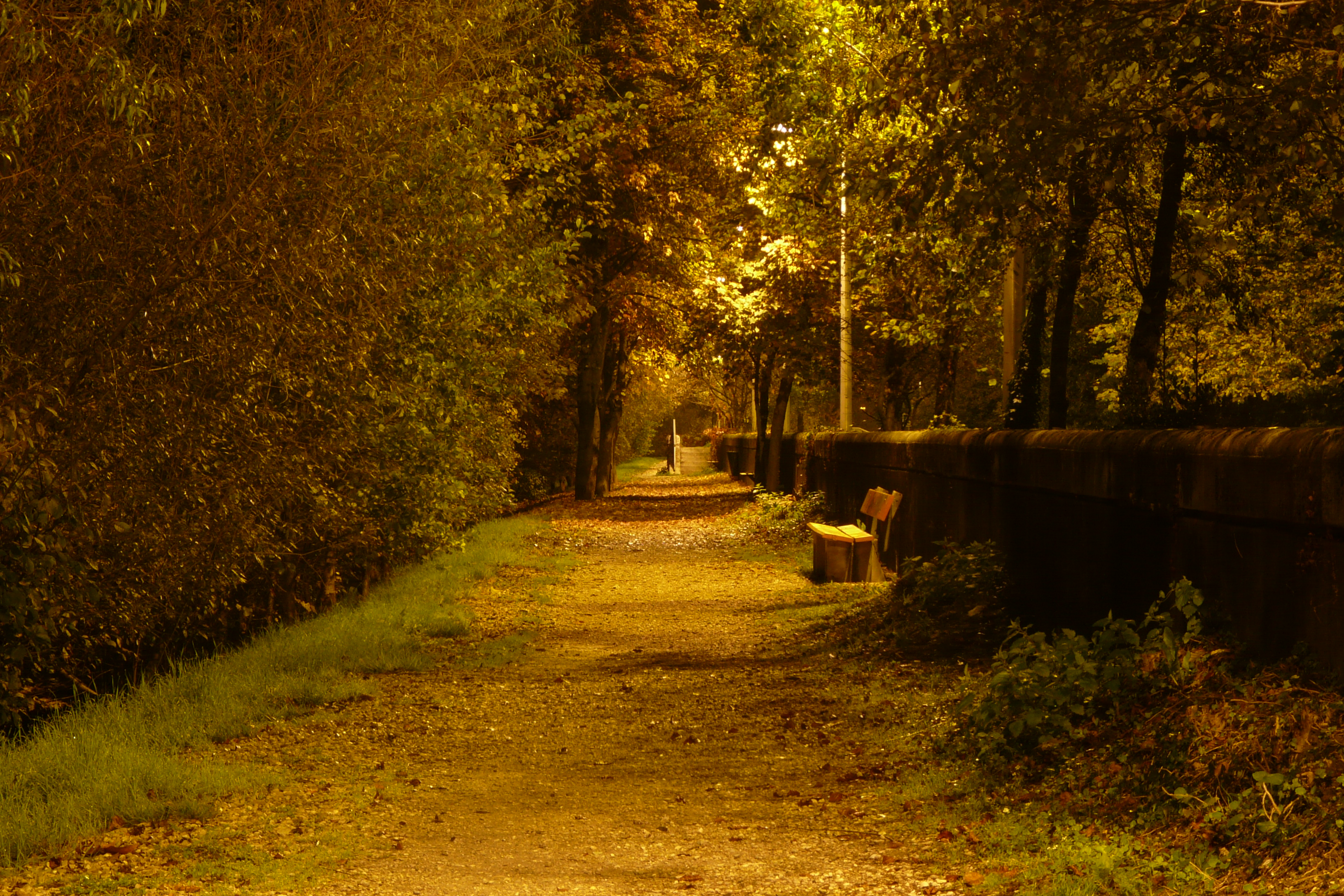
Berge de l'Isère
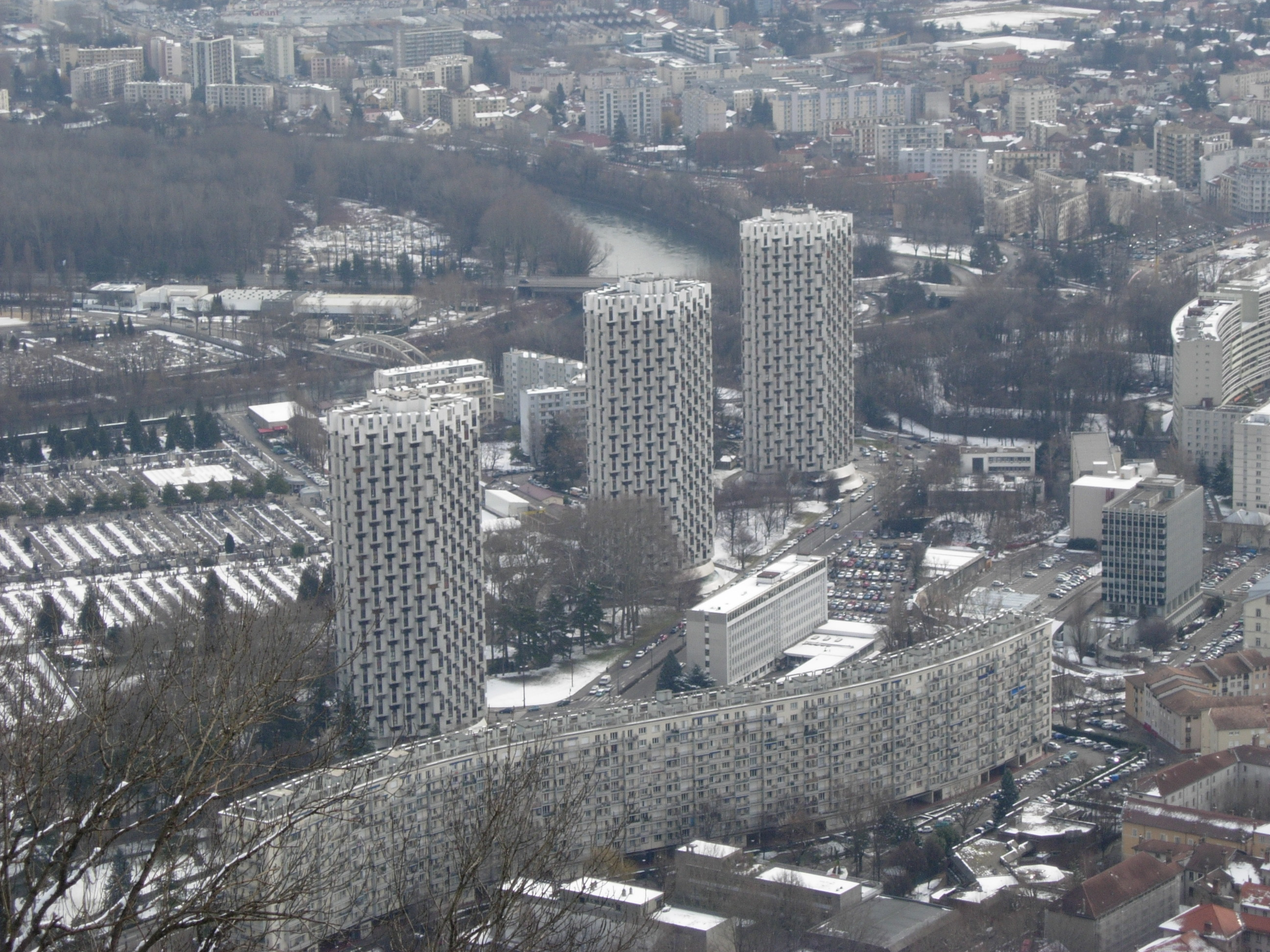
Les trois tours de l'Île-Verte
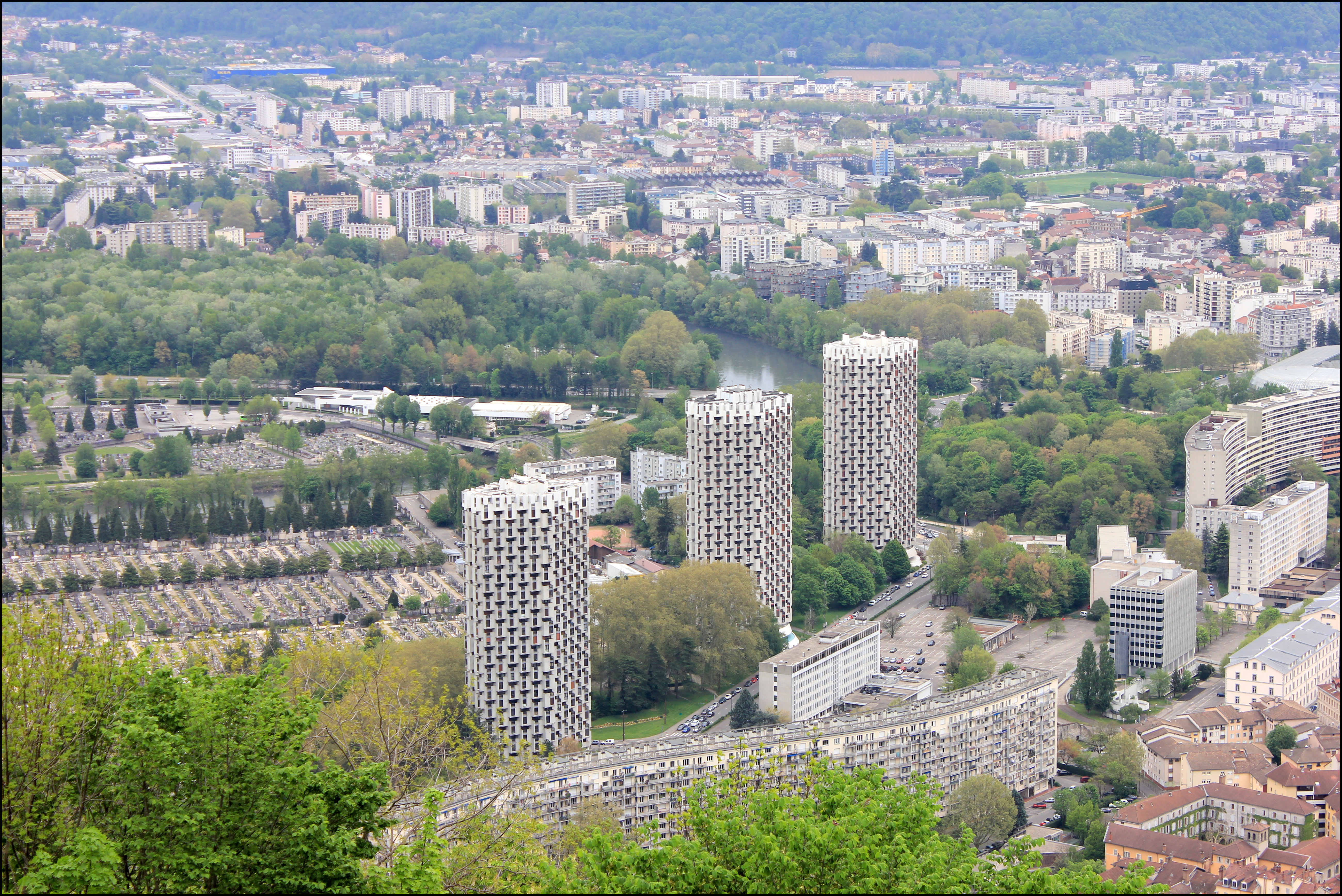
Vue sur les 3 tours emblématiques du quartier de l' île-Verte (avril 2019).